# Enrico II di Werle
Enrico II di Werle (XIII secolo – 1308) è stato un principe di Meclemburgo e signore di Werle-Güstrow.

## Biografia
Enrico II di Werle era figlio di Enrico I di Werle. È associato al potere da suo padre nel 1282 quando riceve Penzlin come feudo. Nel 1291 lui e suo fratello Nicola di Werle-Güstrow uccisero il padre, durante una battuta di caccia, per timore che la loro eredità fosse messa in pericolo dal secondo matrimonio del padre.
I due fratelli Enrico e Nicola diventarono pertanto signori di Werle-Güstrow, ma la loro signoria fu di breve durata in quanto il cugino Nicola II mosse loro guerra ed essi furono sconfitti e deposti nel 1294, consentendo quindi a Nicola II di riunificare sotto di sé la signoria di Werle.
Prima del 1290, Enrico II fu sposato con Beatrice di Pomerania (morta 1315/16), figlia di Barnim I, duca di Pomerania da cui ebbe due figli:
- Barnim di Werle (morto dopo l'8 giugno 1339), canonico alla cattedrale di Cammin nel 1317. Prevosto di Santa Maria di Stettino nel 1322, prevosto della cattedrale di Cammin dal 1330 al 1333, frate nell'abbazia di Kołbacz nel 1330;
- Mechtilde di Werle (morta 21 gennaio 1356), priora di Pyrzyce.

## Ascendenza
|                                    |                   |                              | Genitori                         |  |  | Nonni |  |  | Bisnonni                                  |  |  | Trisnonni                                |  |
|                                    |                   |                              |                                  |  |  |       |  |  | Enrico Borwin II, principe di Meclemburgo |  |  | Enrico Borwin I, principe di Meclemburgo |  |
|                                    |                   |                              |                                  |  |  |       |  |  | Enrico Borwin II, principe di Meclemburgo |  |  | Enrico Borwin I, principe di Meclemburgo |  |
|                                    |                   | …                            |                                  |  |  |       |  |  | Enrico Borwin II, principe di Meclemburgo |  |  |                                          |  |
| Nicola I, signore di Werle         |                   |                              |                                  |  |  |       |  |  | Enrico Borwin II, principe di Meclemburgo |  |  |                                          |  |
|                                    |                   | Cristina di Svezia           | Sverker II, re di Svezia         |  |  |       |  |  |                                           |  |  |                                          |  |
|                                    |                   | Cristina di Svezia           | Sverker II, re di Svezia         |  |  |       |  |  |                                           |  |  |                                          |  |
|                                    |                   | Cristina di Svezia           | Benedikta Ebbesdotter Hvide      |  |  |       |  |  |                                           |  |  |                                          |  |
| Enrico I, signore di Werle-Güstrow |                   | Cristina di Svezia           |                                  |  |  |       |  |  |                                           |  |  |                                          |  |
|                                    |                   | Enrico I, principe di Anhalt | Bernardo III, duca di Sassonia   |  |  |       |  |  |                                           |  |  |                                          |  |
|                                    |                   | Enrico I, principe di Anhalt | Bernardo III, duca di Sassonia   |  |  |       |  |  |                                           |  |  |                                          |  |
|                                    |                   | Enrico I, principe di Anhalt | Brigitta di Danimarca            |  |  |       |  |  |                                           |  |  |                                          |  |
| Jutta di Anhalt                    |                   | Enrico I, principe di Anhalt |                                  |  |  |       |  |  |                                           |  |  |                                          |  |
|                                    |                   | Ermengarda di Turingia       | Ermanno I, langravio di Turingia |  |  |       |  |  |                                           |  |  |                                          |  |
|                                    |                   | Ermengarda di Turingia       | Ermanno I, langravio di Turingia |  |  |       |  |  |                                           |  |  |                                          |  |
|                                    |                   | Ermengarda di Turingia       | Sofia di Baviera                 |  |  |       |  |  |                                           |  |  |                                          |  |
| Enrico II, signore di Werle        |                   | Ermengarda di Turingia       |                                  |  |  |       |  |  |                                           |  |  |                                          |  |
|                                    | Magnus Minnesköld | Bengt Snivil                 |                                  |  |  |       |  |  |                                           |  |  |                                          |  |
|                                    | Magnus Minnesköld | Bengt Snivil                 |                                  |  |  |       |  |  |                                           |  |  |                                          |  |
|                                    | Magnus Minnesköld | …                            |                                  |  |  |       |  |  |                                           |  |  |                                          |  |
| Birger Magnusson                   | Magnus Minnesköld |                              |                                  |  |  |       |  |  |                                           |  |  |                                          |  |
|                                    |                   | Ingrid Ylva Sunesdotter      | Sune Sik Sverkersson             |  |  |       |  |  |                                           |  |  |                                          |  |
|                                    |                   | Ingrid Ylva Sunesdotter      | Sune Sik Sverkersson             |  |  |       |  |  |                                           |  |  |                                          |  |
|                                    |                   | Ingrid Ylva Sunesdotter      | …                                |  |  |       |  |  |                                           |  |  |                                          |  |
| Rikissa Birgersdotter              |                   | Ingrid Ylva Sunesdotter      |                                  |  |  |       |  |  |                                           |  |  |                                          |  |
|                                    |                   | Erik X, re di Svezia         | Canuto I, re di Svezia           |  |  |       |  |  |                                           |  |  |                                          |  |
|                                    |                   | Erik X, re di Svezia         | Canuto I, re di Svezia           |  |  |       |  |  |                                           |  |  |                                          |  |
|                                    |                   | Erik X, re di Svezia         | Cecilia Johansdotter             |  |  |       |  |  |                                           |  |  |                                          |  |
| Ingeborg Eriksdotter di Svezia     |                   | Erik X, re di Svezia         |                                  |  |  |       |  |  |                                           |  |  |                                          |  |
|                                    |                   | Richeza di Danimarca         | Valdemaro I, re di Danimarca     |  |  |       |  |  |                                           |  |  |                                          |  |
|                                    |                   | Richeza di Danimarca         | Valdemaro I, re di Danimarca     |  |  |       |  |  |                                           |  |  |                                          |  |
|                                    |                   | Richeza di Danimarca         | Sofia di Minsk                   |  |  |       |  |  |                                           |  |  |                                          |  |
|                                    |                   | Richeza di Danimarca         |                                  |  |  |       |  |  |                                           |  |  |                                          |  |